# Prix Chateaubriand
Pour les articles homonymes, voir Chateaubriant.
Ne doit pas être confondu avec Prix Combourg.
Le prix Chateaubriand ou grand prix d'histoire Chateaubriand a été créé en 1975. Il récompense en décembre un livre écrit en français et paru dans l'année, traitant de l'Histoire dans sa plus grande acception. Les ouvrages doivent - en principe, car on note des exceptions - porter sur la période où a vécu Chateaubriand (élargie de la fin du siècle des Lumières au XIXe siècle) ou sur les sujets que lui-même a traités.
Selon une source, il a été fondé par le Conseil départemental des Hauts-de-Seine. En fait, il a été fondé par le Comité central du rayonnement français présidé par Georges Riond[réf. souhaitée], président du jury du prix à partir de 1975. Le prix est à l'origine doté de 30 000 francs,.
Le jury est composé de 12 à 14 membres qui élisent leur président pour trois ans renouvelables. Les ouvrages sont d'abord présélectionnés par un comité de lecture (la plupart du temps des éditeurs) choisi par le président. Ce prix est doté de 8 000 euros par le Conseil départemental des Hauts-de-Seine. La remise du prix se fait à l'Institut de France depuis 2011.
Un prix Chateaubriand des collégiens a été créé en 2021. Doté par le Département des Hauts-de-Seine de 1 000 euros, il est décerné par un jury de collégiens à un roman historique et / ou écologique à destination du jeune public et traitant des thèmes abordés dans les écrits de Chateaubriand tels que le rapport à la nature, les libertés (de conscience, d’expression, de la presse, etc.), la démocratie, l’exil, la condition humaine, le voyage, l’ouverture sur le monde, les cultures étrangères, la volonté de questionner et d’éclairer l’Histoire, les émotions, le romantisme, les arts, etc[réf. souhaitée].
Le Prix Chateaubriand des collégiens se déroule dans le cadre du parcours Chemin des Arts, initié par le Département des Hauts-de-Seine. Il est remis à la maison de Chateaubriand, lors d'une cérémonie annuelle[réf. souhaitée].

## Liste des lauréats
Sources,

### Années 1970
- 1975 : Michel del Castillo pour Le Silence des pierres (Julliard)
- 1978 : Pierre Debray-Ritzen pour Lettre ouverte aux parents des petits écoliers (Albin Michel)
- 1979 : Vladimir Volkoff pour Le Retournement (Julliard et L'Âge d'homme)

### Années 1980
- 1982 : Marguerite Castillon du Perron pour Charles de Foucauld (Grasset)
- 1984 : Paul Guth pour Une enfance pour la vie (Plon)
- 1986 : Jean Raspail pour Qui se souvient des hommes... (Robert Laffont)
- 1987 : Francis Ambrière pour Le Siècle des Valmore (Seuil)
- 1988 : Paul Bénichou pour Les Mages romantiques (Gallimard)
- 1989 : Jean-Claude Berchet  pour l’édition des Mémoires d’outre-tombe (Garnier)
- 1989 : Michel Beurdeley pour L’Exode des œuvres d’art sous la Révolution (Tallandier)

### Années 1990
- 1990 : Anne Martin-Fugier pour La Vie élégante ou la formation du Tout-Paris, 1815-1818 (Fayard)
- 1991 : Jean Chalon pour Chère George Sand (Flammarion)
- 1991 : Robert Darnton pour Édition et Sédition : l’univers de la littérature clandestine au XVIIIe siècle (Gallimard)
- 1992 : Jacqueline de Romilly pour Pourquoi la Grèce (Éditions de Fallois)[10]
- 1992 : Françoise Wagener pour La Reine Hortense (Lattès)
- 1993 : Nicolas Baverez pour Raymond Aron (Flammarion)
- 1993 : Henri Suhamy pour Sir Walter Scott (Éditions de Fallois)
- 1994 : Alain Besançon pour L’Image interdite (Fayard)
- 1994 : René Pomeau pour On a voulu l’enterrer et écraser l’infâme (Voltaire Foundation)
- 1995 : Jean-Jacques Goblot pour La Jeune France libérale : Le Globe et son groupe littéraire (1824-1830) (Plon)
- 1995 : Jean-Marie Rouart pour Morny : un voluptueux au pouvoir (Gallimard)
- 1996 : Simone Bertière pour Les Reines de France au temps des Bourbons : les deux régentes (Éditions de Fallois)
- 1996 : Gérard de Senneville pour Maxime Du Camp : un spectateur engagé au XIXe siècle (Gallimard)
- 1997 : Robert Morrissey pour L’Empereur à la barbe fleurie : Charlemagne dans la mythologie et l’histoire de France (Gallimard)
- 1997 : Rémy Tessonneau pour l’édition de Joseph Joubert : correspondance générale, (William Blake and Co)
- 1998 : Jean-Claude Bonnet pour Naissance du Panthéon, essai sur le culte des grands hommes (Fayard)
- 1998 : Michel Butor pour Improvisations balzaciennes (La Différence)
- 1999 : Roger Pierrot pour Ève de Balzac (Stock)
- 1999 : Alain Gérard pour « Par principe d’humanité » : la Terreur et la Vendée (Fayard)

### Années 2000
- 2000 : Olivier Chaline pour La Bataille de la montagne blanche : un mystique chez les guerriers, 8 novembre 1620 (Noésis)
- 2000 : Joël Kotek et Pierre Rigoulot pour Le Siècle des camps (Lattès)
- 2000 : Jean-Claude Yon pour Eugène Scribe, la fortune et la liberté (Nizet)
- 2001 : Jean Favier pour Louis XI (Fayard)
- 2001 : Louis Le Guillou pour l’édition du tomme XII de Jules Michelet : correspondance générale (Champion)
- 2002 : Jacques Thuillier pour Histoire de l’art (Flammarion)
- 2002 : Amable de Fournoux pour Napoléon et Venise (1696-1814) (Éditions de Fallois)
- 2002 : Alain Pons et Anne Pons pour Lady Hamilton : l’amour sous le volcan (Éditions du Nil)
- 2003 : Philippe Jacquin, Gilles Havard et Cécile Vidal pour Histoire de l'Amérique française (Flammarion)
- 2003 : Jean Borie pour Une forêt pour les dimanches : les romantiques à Fontainebleau (Grasset)
- 2004 : Sébastien Fath pour Militants de la Bible aux États-Unis (Autrement)
- 2004 : Pierre Riberette et Agnès Kettler pour l’édition du tome VII de la Correspondance générale de Chateaubriand (1824-1827) (Gallimard)
- 2005 : Olivier Grenouilleau pour Les Traites négrières (Gallimard)
- 2005 : Max Milner pour Essai sur l’ombre (Seuil)
- 2006 : Paul Veyne pour L'Empire Greco-romain (Seuil)
- 2007 : Marie-Françoise Baslez pour Les Persécutions dans l’Antiquité. Victimes, héros, martyrs (Fayard)
- 2008 : Emmanuel de Waresquiel pour Cent Jours : la tentation de l'impossible, mars-juillet 1815 (Fayard)
- 2009 : Emmanuel Fureix pour  La France des larmes : deuils politiques à l'âge romantique (1814-1840) (Champ Vallon)

### Années 2010
- 2010 : André Vauchez pour François d'Assise (Fayard)
- 2011 : Geneviève Haroche Bouzinac pour Louise Elizabeth Vigée le Brun, Histoire d'un regard (Flammarion)[11]
- 2012 : Roberto Calasso pour La Folie Baudelaire (Gallimard)
- 2013 : Arlette Jouanna pour Le Pouvoir absolu : naissance de l’imaginaire politique de la royauté (Gallimard)[12]
- 2014 : Hugues Daussy pour Le Parti huguenot, chronique d’une désillusion (1557-1572) (Droz)[13]
- 2015 : Edmond Dziembowski pour La Guerre de Sept Ans (Perrin)
- 2016 : Thierry Lentz pour Joseph Bonaparte (Perrin)[14]
- 2017 : Alexandre Grandazzi pour Urbs. Histoire de la ville de Rome des origines à la mort d'Auguste (Perrin)[15]
- 2018 : Maurizio Serra pour D'Annunzio le magnifique (Grasset)[16]
- 2019[17] :  Jean Lopez et Lasha Otkhmezuri, Barbarossa : 1941. La guerre absolue (éditions Passés composés)

### Années 2020
- 2020[18] : Jean-Louis Cabanès et Pierre Dufief pour Les Frères Goncourt (Fayard)
- 2021 : Alexandre Dupilet pour Le Régent : Philippe d’Orléans, l'héritier du Roi-Soleil (Tallandier)
- 2022 : Pierre Manent pour Pascal et la proposition chrétienne (Grasset)[19]
- 2023 : Florence Naugrette pour Juliette Drouet : compagne du siècle (Flammarion)[20]
- 2024 : Pierre-Éloi Vial pour Marie-Antoinette (Perrin)

## Liste des lauréats du prix Chateaubriand des collégiens

### Années 2020 - Chateaubriand des collégiens
- 2021[21] : Evelyne Brisou-Pellen pour Derrière toi, La malédiction des 33 (Bayard)
- 2022[22] : Isabelle Pandazopoulos pour Pénélope, la femme aux mille ruses (Gallimard Jeunesse)
- 2023[23] : Gaël Bordet pour Djoliba (La vengeance aux masques d'ivoire) (Hélium)
- 2024[24] : Richard Normandon pour Les secrets de Poséidon (Gallimard Jeunesse)